# Bracia Miładinow
Bracia Miładinow – dwaj działacze południowosłowiańskiego odrodzenia narodowego, Dimityr (ur. w 1810 w Strudze, zm. 23 stycznia 1862 w Stambule) i Konstantin (ur. 1830 w Strudze, zm. 18 stycznia 1862 w Stambule).
Bracia są ważnymi postaciami zarówno bułgarskiego, jak i macedońskiego odrodzenia narodowego. Najważniejszym efektem ich działalności było opublikowanie w Zagrzebiu w 1861 r. tomu pieśni ludowych, zatytułowanego Bułgarskie pieśni ludowe (oryg. Byłgarski narodni pesni). Tom był wynikiem wielu lat pracy i zawierał ludowe utwory zbierane głównie z terenów Macedonii. Obaj bracia są w związku z tym przedmiotem kontrowersji pomiędzy historykami bułgarskimi i macedońskimi. Pierwsi uważają, iż skoro Miładinowowie sami uważali się za Bułgarów, fałszem jest przypisywanie im narodowości macedońskiej w czasach, kiedy ta de facto jeszcze nie istniała. Świadczy o tym także sam tytuł opublikowanego przez nich zbiorku. Historycy macedońscy uważają jednakże, że fakt, iż obydwaj bracia pochodzą z obszarów obecnej Macedonii i opublikowane przez nich pieśni zostały zebrane na terenach macedońskich, pozwala uznać ich za Macedończyków we współczesnym rozumieniu, zaś ich pracę (w tym także wzmiankowany tom pieśni) wpisać w dzieje własnej, macedońskiej kultury.
Młodszy z braci próbował też sam pisać wiersze, jego skromny dorobek został ogłoszony w całości dopiero współcześnie, z krytycznym komentarzem Błaże Koneskiego. Bracia zostali zamordowani w więzieniu tureckim.